# ZU-23-2MR羅貝爾II型艦炮
ZU-23-2MR「羅貝爾II型」（波蘭語：ZU-23-2MR Wróbel II；Wróbel，意為：麻雀）是在1990年代由波兰以ZU-23-2雙管高射炮為藍本研製及生產的雙管水平並排式海軍23毫米彈炮合一型舰载高平兩用炮，並且裝設在波蘭艦艇以上使用，發射23×152毫米B苏联口徑机炮炮彈和9M32M「箭-2M」（或雷霆）近程防空導彈。
作為ZU-23-2M「羅貝爾」的改進型，該舰炮是由位於傑隆卡的塔爾努夫機械廠和裝備技術軍事學院（簡稱：WITU）共同生產。機炮是用以打擊輕裝甲水面目標、高機動性和保持懸停的空中目標以及戰時邊界以上的對輕裝甲目標。ZU-23-2MR的其他名稱還有：羅貝爾-2MR，23-2PAMR（波蘭語：Przeciwlotnicza Armata Morska z Rakietami，意為：海軍防空機炮及火箭炮）或「羅貝爾II」（與「羅貝爾I」區分）。

## 歷史
1980年代，波蘭以ZU-23-2M「羅貝爾」舰载机炮（ZU-23-2牽引式雙管高射機炮的舰载適配型）為藍本加以研發。在一方面，新型艦炮需要提高ZU-23-2M的性能，如具有更好的散熱炮管和更大的彈藥供應容量；而在另一方面，它可說是ZUR-23-2S“碘式”（裝備雙聯箭-2M／雷霆導彈發射器和更優秀的GP-1R光電瞄準具的彈炮合一型防空系統）的海軍版本。塔爾努夫的機械設備研究與發展中心負責研發機炮，而裝備技術軍事學院則是其GP-02MR瞄準具。1986年，計劃在項目207型掃雷艦以上裝上新型瞄準具套件，並且建造其原型以進行測試。1988年9月，成套原型在ORP“鷹”上海上首度射擊。1989年，首先四組全套設備分別安裝在ORP“盧布林”，然後在測試中選出最好的解決方案，並且將選中的方案投產。最初設置的「羅貝爾II」被延期交付，導致部分艦艇仍然使用舊式的ZU-23-2M「羅貝爾」。此外，首台艦炮還被下令不裝上其全新研製的瞄準具，只配備標準網狀瞄準具。直到1996年以來，才開始進行將瞄準具更換為GP-02MR的工作。

## 概述
相比之前的版本，除了導入了導彈發射功能，其中還包括了使用水冷式炮管和彈藥裝填容量延長至達四倍量的200發。在砲塔的正面之外，炮管的兩側可發現其各設置的一個明顯的大型彈箱。砲塔上部、位於操作者的位置，是由透明塑料製成，砲塔表面的形狀與ZU-23-2M略有不同。驅動器液壓和提高亦與以前的版本相同（為二十一世紀初的年代末研發的電力驅動的ZU-23-2MRE的原型版本，並與火控系統作適應的配合）。2001年，炮管的冷卻系統亦有所修飾。該系統的弱點是9M32M「箭-2M」近程防空導彈，這已經是戰鬥時其最為有效的攻擊手段；但依靠其非冷卻式紅外導引頭，能發射導彈時敵方可能已經撤退。該導彈其後被本土產而且性能更為先進的雷霆防空導彈所取代。

## 應用
ZU-23-2MR安裝在：
- 波蘭海軍艦艇（名單可能會改變，因為是假定一艘艦上安裝的組數）：
  - 5艘運輸及佈雷艇 項目767 ORP“格涅茲諾”（波兰语：ORP Gniezno）（後來裝上4台——取代ZU-23-2M羅貝爾艦炮）
  - 4艘掃雷艇 項目207M（後來裝上1台）
  - 3艘掃雷驅逐艦 項目206FM（後來裝上1台）
  - 1艘後勤支援艦 項目130Z/89 ORP“沙維利·切爾尼茨基號海軍上將”（波兰语：ORP Kontradmirał Xawery Czernicki）（1台）
- 拉脫維亞海軍艦艇：
  - 掃雷艇 項目89.200 Kondor-II（自1994年）：M-02“Imanta”[1]和可能的M-01“Viesturs”（1套）[3]

## 其他
- 炮管數：2（2門2A14機炮）
- 冷卻：閉合迴路冷卻液
- 電力設備：兩路供電（船艦電源或電池）
- 機炮供彈及容量：大型彈鏈箱以內的200發
- 瞄準具：GP-02MR

## 資料來源
1. 1 2 3 4 5 6 7  J. Ciślak, Polska..., s. 216-217
2. 1 2 3 4  "Dwudziestkitrójki" z Tarnowa w: Nowa Technika Wojskowa nr 9/2010, s. 78.
3. ↑  Aigars Prusis, Mūsdienu Latvijas kara flote （页面存档备份，存于） [dostęp 31-10-2010]

## 外部連結
- （波兰語）—Podwójnie sprzężona uniwersalna armata morska kalibru 23mm ZU-23-2M Wróbel[]
- （波兰語）—Wykop.pl—Strzelanie z "ZU-23-2MR Wróbel II" （页面存档备份，存于）